# Sées
Sées település Franciaországban, Orne megyében. Lakosainak száma 4182 fő (2022. január 1.). Sées Neauphe-sous-Essai, Aunou-sur-Orne, Belfonds, Le Bouillon, La Chapelle-près-Sées, La Ferrière-Béchet, Macé és Chailloué községekkel határos.

## Népesség
A település népessége az elmúlt években az alábbi módon változott:
| Lakosok száma | 4319 | 4209 | 4644 | 4179 | 4193 | 4198 | 4199 | 4191 | 4182 |
|               | 2013 | 2015 | 2016 | 2017 | 2018 | 2019 | 2020 | 2021 | 2022 |